# Cerastium cuatrecasasii
Cerastium cuatrecasasii är en nejlikväxtart som beskrevs av Sklenár. Cerastium cuatrecasasii ingår i släktet arvar, och familjen nejlikväxter. Inga underarter finns listade i Catalogue of Life.